# Relaciones Afganistán-Tayikistán
Las relaciones Afganistán-Tayikistán hacen referencia a los lazos diplomáticos entre la República Islámica del Afganistán y la República de Tayikistán, que comenzaron en 1992. Afganistán mantiene una embajada en Dusambé y un consulado en Khorugh. El actual embajador es el Dr. Abdulghafour Arezou. Tayikistán mantiene una embajada en Kabul y un consulado en Mazari Sharif, Faizabad y Kunduz. El actual embajador es Sharofiddin Imom.

## Historia
Las áreas que forman los dos países se conectaron una vez, especialmente durante los períodos samánida, gaznávida y timúrida. Después de un tratado de amistad en 1750 entre Ahmad Shah Durrani de la Familia Real Afgana en Afganistán y Mohammad Murad Beg de Bujará, el Amu Daria (Oxus River) se convirtió en la frontera oficial de Afganistán. El idioma persa es ampliamente utilizado en ambos países, y hay un poco más de tayikos en Afganistán que Tayikistán.
Las relaciones entre los dos países se establecieron oficialmente el 15 de junio de 1992 y Tayikistán abrió su embajada en Kabul a principios de 2002. El consulado en Mazari Sharif también se abrió en noviembre de ese año.
Los presidentes Emomalii Rahmon de Tayikistán y Hamid Karzai de Afganistán se reunieron oficialmente por primera vez en la cumbre de la Organización de Cooperación Económica de 2004, celebrada en Dusambé. En abril de 2005 Rahmon hizo una visita oficial a Afganistán.

## Asuntos fronterizos

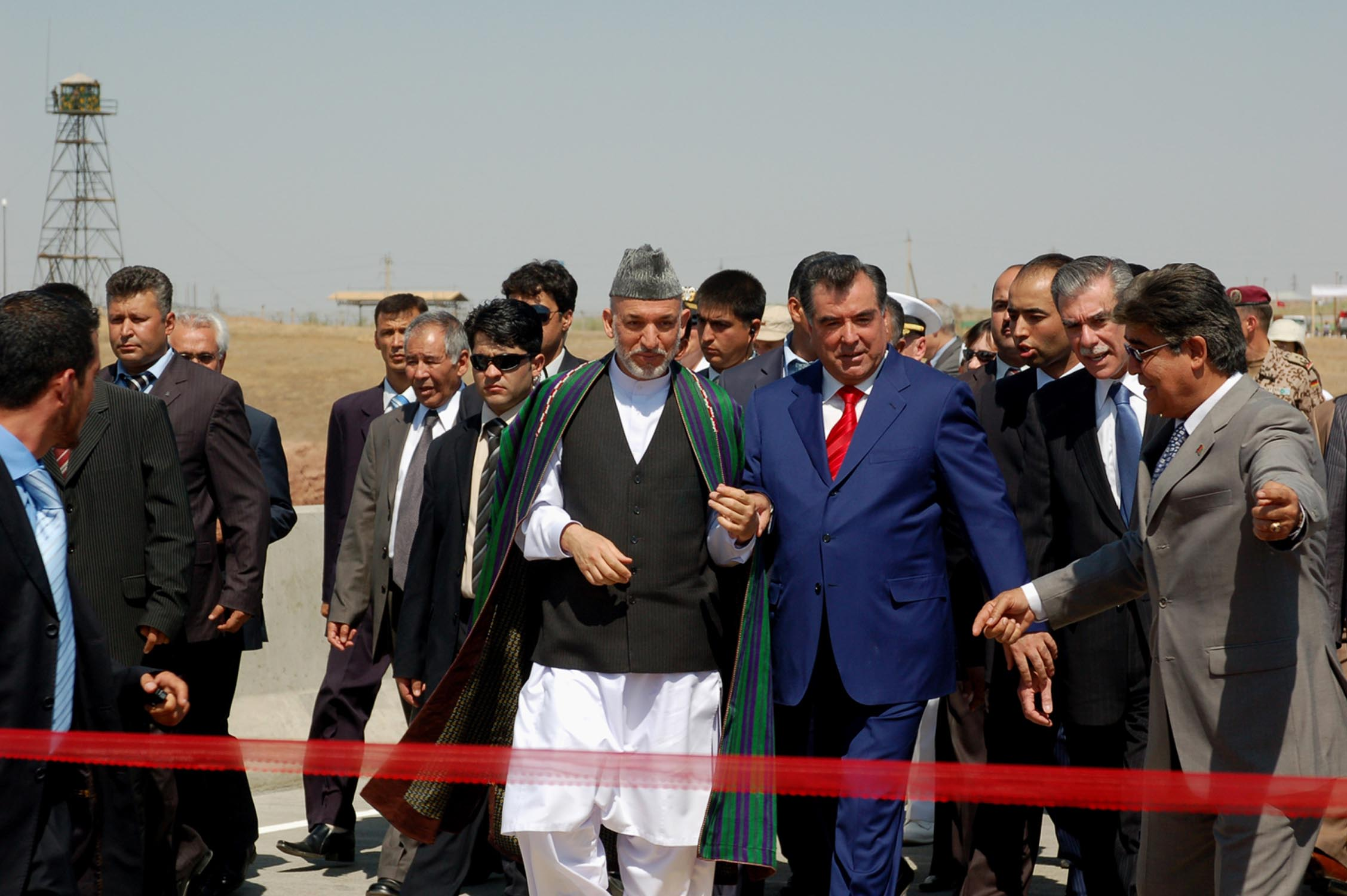
El presidente afgano Hamid Karzai y el presidente tayiko Emomali Rahmonov, con Carlos M. Gutiérrez (Secretario de Comercio de EUA) en la inauguración del puente Afghan-Tajikopening en 2007.

Afganistán y Tayikistán comparten una frontera de aproximadamente 1.300 kilómetros (810 millas), la mayor parte de la cual se encuentra en terreno accidentado y está mal protegida. Actualmente la frontera porosa entre los dos países es una preocupación importante tanto para los gobiernos como para la comunidad internacional. La frontera es una ruta importante para las drogas que se contrabandean de Afganistán a Rusia y Europa, y a mediados de 2009 parece que la violencia relacionada con las drogas y los insurgentes alrededor de la frontera está aumentando, debido en parte a la situación cada vez más inestable en Pakistán.
Los enlaces de transporte entre los dos países, como el puente Afganistán-Tayikistán, se están reconstruyendo lentamente, a menudo con ayuda y financiamiento de gobiernos externos.

## Energía
Se han firmado varios acuerdos entre Afganistán y Tayikistán en relación con la energía. En septiembre de 2007 se firmó un acuerdo de 500 millones de dólares para crear una conexión energética desde Tayikistán y Kirguistán hasta Afganistán. Tanto Tayikistán como Kirguistán están tratando de desarrollar su potencial hidroeléctrica, vendiéndola a Asia meridional, y un vínculo energético con Afganistán se considera el primer paso en esa expansión.
Los dos gobiernos también acordaron construir una planta hidroeléctrica de 1000 megavatios en el río Panj. Su construcción está financiada por el Banco Mundial, el Banco Asiático de Desarrollo, el Banco Islámico de Desarrollo.